# Collegio elettorale di Agrigento (Camera dei deputati)
Il collegio di Agrigento fu un collegio elettorale uninominale della Repubblica Italiana per l'elezione della Camera dei deputati. Apparteneva alla circoscrizione Sicilia 1 e fu utilizzato per eleggere un deputato nella XII, XIII e XIV legislatura.

## Storia
Venne istituito nel 1993 con la cosiddetta Legge Mattarella (Legge n. 277, Nuove norme per l'elezione della Camera dei deputati), attuata in seguito al referendum abrogativo del 1993. La legge istituì per la Camera dei deputati e per il Senato della Repubblica un sistema di elezione misto, in parte maggioritario e in parte proporzionale. Il 75% dei parlamentari dell'assemblea veniva eletto in collegi uninominali tramite sistema maggioritario a turno unico; il restante 25% alla Camera veniva eletto tramite sistema proporzionale con liste bloccate.
Il collegio venne abolito insieme a tutti gli altri che costituivano la Camera con la promulgazione della legge elettorale successiva, la cosiddetta Legge Calderoli. Questa prevedeva un sistema proporzionale con premio di maggioranza, che alla Camera veniva attribuito a livello nazionale.

## Territorio
Il collegio di Agrigento era uno dei 41 collegi uninominali in cui era suddivisa la Sicilia e, come previsto dal D.Lgs. del 20 dicembre 1993 n. 536, era interamente compreso nella provincia di Agrigento e comprendeva i seguenti comuni: Agrigento, Aragona, Cattolica Eraclea, Joppolo Giancaxio, Lampedusa e Linosa, Montallegro, Porto Empedocle, Raffadali, Realmonte, Santa Elisabetta, Sant'Angelo Muxaro e Siculiana.

## Eletti
| Elezione | Elezione                 | Deputato        | Partito                    |
| -------- | ------------------------ | --------------- | -------------------------- |
|          | 1994                     | Giovanni Marino | Polo del Buon Governo (AN) |
| 1996     | Polo per le Libertà (AN) | Giovanni Marino |                            |
|          | 2001                     | Giuseppe Scalia | Casa delle Libertà (AN)    |

## Dati elettorali

### XII legislatura

#### Risultati proporzionale
| Coalizioni        | Coalizioni                       | Liste                                 | Liste                              | Voti   | %     |
| ----------------- | -------------------------------- | ------------------------------------- | ---------------------------------- | ------ | ----- |
|                   | Polo del Buon Governo            |                                       | Forza Italia                       | 22.187 | 32,61 |
|                   | Polo del Buon Governo            | Alleanza Nazionale                    | 7.844                              | 11,53  |       |
| Totale coalizione | Totale coalizione                | 30.031                                | 44,14                              |        |       |
|                   | Progressisti                     |                                       | Partito Democratico della Sinistra | 13.936 | 20,49 |
|                   | Progressisti                     | Movimento per la Democrazia - La Rete | 5.040                              | 7,41   |       |
|                   | Progressisti                     | Partito Socialista Italiano           | 1.770                              | 2,60   |       |
|                   | Progressisti                     | Federazione dei Verdi                 | 725                                | 1,07   |       |
|                   | Progressisti                     | Alleanza Democratica                  | 451                                | 0,66   |       |
| Totale coalizione | Totale coalizione                | 21.922                                | 32,23                              |        |       |
|                   | Patto per l'Italia               |                                       | Partito Popolare Italiano          | 6.082  | 8,94  |
|                   | Patto per l'Italia               | Patto Segni                           | 2.610                              | 3,84   |       |
| Totale coalizione | Totale coalizione                | 8.692                                 | 12,78                              |        |       |
|                   | Solidarietà Occupazione Sviluppo | Solidarietà Occupazione Sviluppo      | Solidarietà Occupazione Sviluppo   | 4.001  | 5,88  |
|                   | Lista Pannella                   | Lista Pannella                        | Lista Pannella                     | 2.990  | 4,40  |
|                   | Socialdemocrazia                 | Socialdemocrazia                      | Socialdemocrazia                   | 228    | 0,34  |
|                   | Mediterraneo                     | Mediterraneo                          | Mediterraneo                       | 164    | 0,24  |
| Totale            | Totale                           | Totale                                | Totale                             | 68.028 |       |

#### Risultati uninominale
|                               | Giovanni Marino ✔️ Eletto | Polo del Buon Governo (FI - AN - CCD - UDC - PLD) | 24 178 | 34,48 |  |  |  |  |  |
|                               | Giuseppe Arnone           | Progressisti                                      | 23 539 | 33,57 |  |  |  |  |  |
|                               | Calogero Firetto          | Patto per l'Italia                                | 8 855  | 12,63 |  |  |  |  |  |
|                               | Enrico Quattrocchi        | Iniziativa Democratica                            | 8 082  | 11,53 |  |  |  |  |  |
|                               | Antonio Giuseppe Sinesio  | Solidarietà Occupazione Sviluppo                  | 5 467  | 7,80  |  |  |  |  |  |
| Totale                        | Totale                    | Totale                                            | 70 121 | 100   |  |  |  |  |  |
|                               |                           |                                                   |        |       |  |  |  |  |  |
| Fonte: Ministero dell'interno |                           |                                                   |        |       |  |  |  |  |  |

### XIII legislatura

#### Risultati proporzionale
| Coalizioni        | Coalizioni                                 | Liste                                      | Liste                                      | Voti   | %     |
| ----------------- | ------------------------------------------ | ------------------------------------------ | ------------------------------------------ | ------ | ----- |
|                   | Polo per le Libertà                        |                                            | Forza Italia                               | 17.741 | 27,80 |
|                   | Polo per le Libertà                        | Alleanza Nazionale                         | 8.787                                      | 13,77  |       |
|                   | Polo per le Libertà                        | CCD-CDU                                    | 6.402                                      | 10,03  |       |
| Totale coalizione | Totale coalizione                          | 32.930                                     | 51,60                                      |        |       |
|                   | L'Ulivo                                    |                                            | Partito Democratico della Sinistra         | 11.732 | 18,38 |
|                   | L'Ulivo                                    | Popolari per Prodi (PPI-SVP-PRI-UD-Prodi)  | 5.701                                      | 8,93   |       |
|                   | L'Ulivo                                    | Rinnovamento Italiano                      | 2.868                                      | 4,49   |       |
|                   | L'Ulivo                                    | Federazione dei Verdi                      | 1.033                                      | 1,62   |       |
| Totale coalizione | Totale coalizione                          | 21.334                                     | 33,42                                      |        |       |
|                   | Progressisti                               |                                            | Rifondazione Comunista                     | 5.123  | 8,03  |
|                   | Lista Pannella - Sgarbi                    | Lista Pannella - Sgarbi                    | Lista Pannella - Sgarbi                    | 1.833  | 2,87  |
|                   | Noi Siciliani - Fronte Nazionale Siciliano | Noi Siciliani - Fronte Nazionale Siciliano | Noi Siciliani - Fronte Nazionale Siciliano | 799    | 1,25  |
|                   | Movimento Sociale Fiamma Tricolore         | Movimento Sociale Fiamma Tricolore         | Movimento Sociale Fiamma Tricolore         | 721    | 1,13  |
|                   | Rinnovamento                               | Rinnovamento                               | Rinnovamento                               | 602    | 0,94  |
|                   | Partito Socialista                         | Partito Socialista                         | Partito Socialista                         | 331    | 0,52  |
|                   | Federalisti Liberali                       | Federalisti Liberali                       | Federalisti Liberali                       | 141    | 0,22  |
| Totale            | Totale                                     | Totale                                     | Totale                                     | 63.814 |       |

#### Risultati uninominale
|                               | Giovanni Marino ✔️ Eletto | Polo per le Libertà | 34 181 | 54,63 |  |  |  |  |  |
|                               | Angelo Errore             | L'Ulivo             | 26 056 | 41,64 |  |  |  |  |  |
|                               | Rosario Castronovo        | Rinnovamento        | 2 331  | 3,73  |  |  |  |  |  |
| Totale                        | Totale                    | Totale              | 62 568 | 100   |  |  |  |  |  |
|                               |                           |                     |        |       |  |  |  |  |  |
| Fonte: Ministero dell'interno |                           |                     |        |       |  |  |  |  |  |

### XIV legislatura

#### Risultati proporzionale
| Coalizioni        | Coalizioni              | Liste                                 | Liste                   | Voti   | %     |
| ----------------- | ----------------------- | ------------------------------------- | ----------------------- | ------ | ----- |
|                   | Casa delle Libertà      |                                       | Forza Italia            | 24.385 | 35,15 |
|                   | Casa delle Libertà      | CCD-CDU                               | 7.778                   | 11,21  |       |
|                   | Casa delle Libertà      | Alleanza Nazionale                    | 5.131                   | 7,40   |       |
|                   | Casa delle Libertà      | Nuovo PSI                             | 984                     | 1,42   |       |
| Totale coalizione | Totale coalizione       | 38.278                                | 55,18                   |        |       |
|                   | L'Ulivo                 |                                       | Democratici di Sinistra | 9.528  | 13,74 |
|                   | L'Ulivo                 | La Margherita (Dem - PPI - RI- UDEUR) | 5.608                   | 8,08   |       |
|                   | L'Ulivo                 | Il Girasole (FdV - SDI)               | 1.214                   | 1,75   |       |
|                   | L'Ulivo                 | Comunisti Italiani                    | 771                     | 1,11   |       |
| Totale coalizione | Totale coalizione       | 17.121                                | 24,68                   |        |       |
|                   | Democrazia Europea      | Democrazia Europea                    | Democrazia Europea      | 8.086  | 11,66 |
|                   | Rifondazione Comunista  | Rifondazione Comunista                | Rifondazione Comunista  | 2.340  | 3,37  |
|                   | Lista Di Pietro         | Lista Di Pietro                       | Lista Di Pietro         | 1.868  | 2,69  |
|                   | Lista Pannella - Bonino | Lista Pannella - Bonino               | Lista Pannella - Bonino | 1.358  | 1,96  |
|                   | Paese Nuovo             | Paese Nuovo                           | Paese Nuovo             | 173    | 0,25  |
|                   | Abolizione scorporo     | Abolizione scorporo                   | Abolizione scorporo     | 146    | 0,21  |
| Totale            | Totale                  | Totale                                | Totale                  | 69.370 |       |

#### Risultati uninominale
|                               | Giuseppe Scalia ✔️ Eletto | Casa delle Libertà | 33 194 | 47,28 |  |  |  |  |  |
|                               | Alfonso Lo Zito           | L'Ulivo            | 25 612 | 36,48 |  |  |  |  |  |
|                               | Settimio Cantone          | Democrazia Europea | 8 653  | 12,33 |  |  |  |  |  |
|                               | Francesco Samaritano      | Lista Di Pietro    | 1 560  | 2,22  |  |  |  |  |  |
|                               | Renato Gentile            | Lista Emma Bonino  | 1 185  | 1,69  |  |  |  |  |  |
| Totale                        | Totale                    | Totale             | 70 204 | 100   |  |  |  |  |  |
|                               |                           |                    |        |       |  |  |  |  |  |
| Fonte: Ministero dell'interno |                           |                    |        |       |  |  |  |  |  |